# منطقه هونگچیاو
منطقه هونگچیاو (به چینی: 红桥区، به پین‌یین: Hóngqiáo Qū) یک منطقهٔ شهرداری تابع شهر تیانجین، در جمهوری خلق چین است. منطقه هونگچیاو ۲۱٫۳ کیلومتر مربع مساحت و ۵۳۱٬۵۲۶ نفر جمعیت دارد.
منطقهٔ هونگچیاو یکی از مناطق تاریخی و مرکزی شهر تیانجین می باشد.
نام «منطقه هونگچیاو» به معنی «پل قرمز» است که اشاره به پلی با نام «پل بزرگ قرمز» یا «داهونگ چیاو» (به چینی: 大红桥، به پین‌یین: Dàhóng Qiáo) بر روی یکی از شاخه‌های رود های دارد.